# رانسوم ويلسون
رانسوم ويلسون (بالإنجليزية: Ransom Wilson)‏ هو أستاذ جامعي وموسيقي أمريكي، ولد في 1951 في توسكالوسا في الولايات المتحدة.

## وصلات خارجية
- الموقع الرسمي
- رانسوم ويلسون على موقع ميوزك برينز (الإنجليزية)
- رانسوم ويلسون على موقع ميوزك برينز (الإنجليزية)
- رانسوم ويلسون على موقع أول ميوزيك (الإنجليزية)
- رانسوم ويلسون على موقع ديسكوغز (الإنجليزية)